# Dead End
Dead End – siódmy studyjny album polskiej grupy heavymetalowej Turbo. Wydany w roku 1990. Nagrany w poznańskim studiu Giełda. Wydany ponownie w 2000 roku z płytą One Way przez wytwórnie Metal Mind Productions.

## Lista utworów
1. „Introduction” – 1:09
2. „Everyone” – 4:15
3. „Barbaric Justice” – 4:39
4. „Blind Alley” – 4:34
5. „Annihilate” – 3:30
6. „Enola Gay” – 4:17
7. „Evolution” – 4:02
8. „The Raven” – 5:23
9. „Dead End” – 3:54
10. „Mortuary” - 2:39
11. „Prophetic Sound” - 4:43

## Twórcy
- Robert Friedrich – gitara i wokal
- Wojciech Hoffmann – gitara
- Tomasz Olszewski – gitara basowa
- Tomasz Goehs – perkusja